# 스키피오 아이밀리아누스

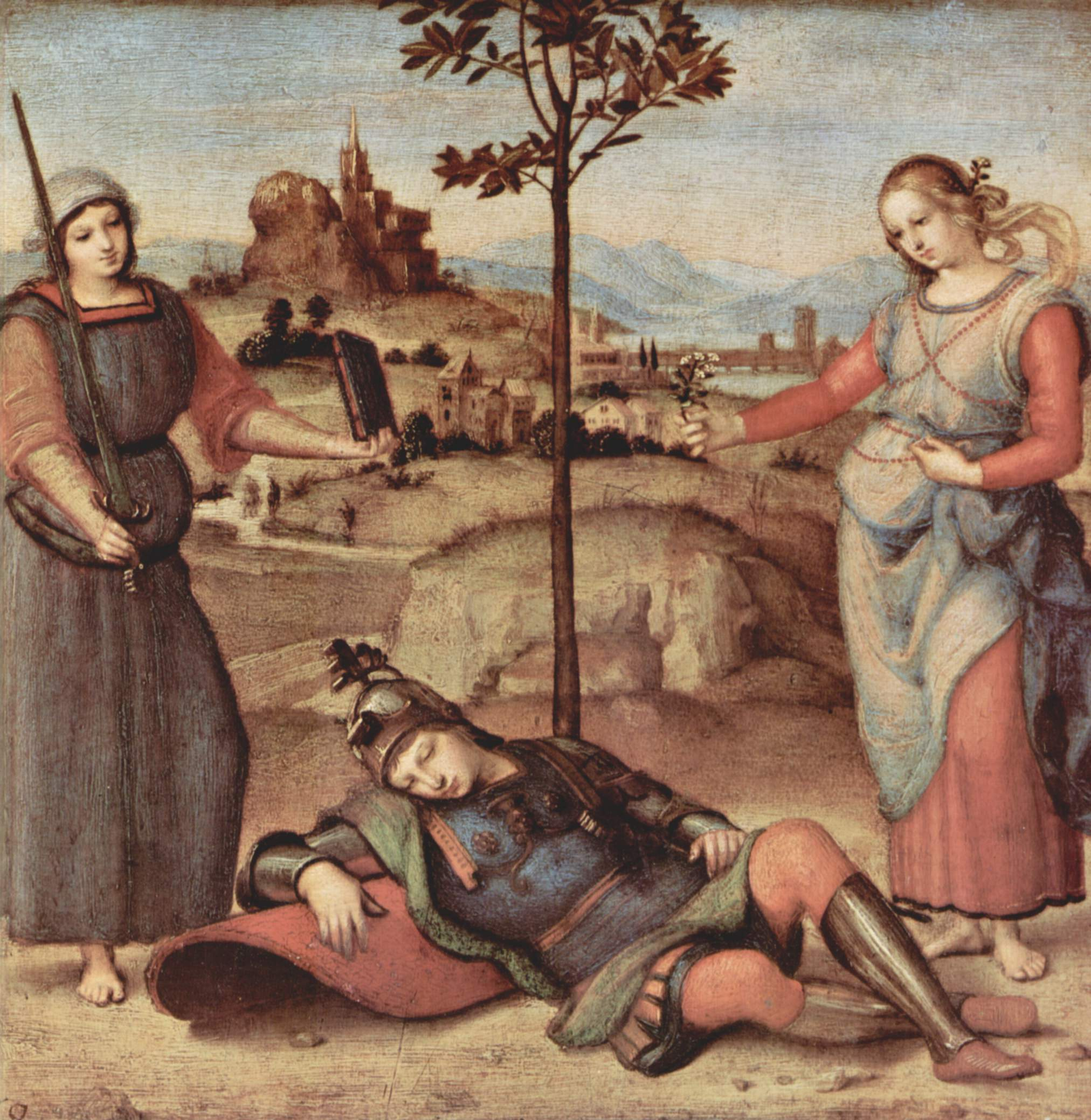
스키피오 아이밀리아누스(가운데, 왼쪽은 미네르바, 오른쪽은 베누스, 기사의 꿈 (라파엘로 그림)

푸블리우스 코르넬리우스 스키피오 아이밀리아누스 아프리카누스 누만티누스(Publius Cornelius Scipio Aemilianus Africanus Numantinus 기원전 185년 ~ 기원전 129년)는 제3차 포에니 전쟁에서 카르타고를 정복, 파괴한 것으로 잘 알려진 고대 로마의 장군, 정치가이다. 제2차 포에니 전쟁에서 활약한 스키피오 아프리카누스(대 스키피오)와 구별하여, 스키피오 아이밀리아누스, 약칭 소(小) 스키피오라고도 불린다.

## 생애
루키우스 아이밀리우스 파울루스 마케도니쿠스의 아들로 태어났다. 고모인 아이밀리아는 스키피오 아프리카누스의 아내였기 때문에, 스키피오 아프리카누스는 고모부에 해당한다. 사촌인 스키피오 아프리카누스의 장남 푸블리우스 코르넬리우스 스키피오의 양자가 되어 스키피오 가에 입적하였다.
제3차 포에니 전쟁에서 로마 군 사령군이 되어, 기원전 147년 카르타고를 멸망시켰다. 그 공으로 '소 아프리카누스'라는 칭호를 얻었다. 어려서부터 스토아적 생활 신조를 지키고, 학문과 예술을 장려하여 헬레니즘 문화의 발전에 기여한 바가 크다.
기원전 134년 집정관이 되었고, 에스파냐 전쟁에서도 공을 세웠다. 기원전 133년 누만티아를 파괴하고 점령해 누만티누스란 존칭을 더 얻었다. 그 후 그라쿠스 파의 연설에 반대하는 연설을 하기 하루전인 기원전 129년에 의문사를 당했다.

## 연표
- 기원전 185년 - 탄생
- 기원전 168년 - 제3차 마케도니아 전쟁에 종군
- 기원전 151년 - 누만티아 전쟁에 루키우스 루키니우스 루쿨루스의 부관으로 히스파니아에서 복무.
- 기원전 147년 - 집정관에 선출. 제3차 포에니 전쟁에서 로마 군대를 지휘
- 기원전 146년 - 카르타고 함락
- 기원전 142년 - 감찰관에 선출.
- 기원전 134년 - 집정관에 선출. 누만티아 전쟁에서 로마 군대의 지휘를 맡아 누만티아를 함락
- 기원전 129년 - 사망